# Xian de Haiyan (Qinghai)
Pour les articles homonymes, voir Haiyan.
Le xian de Haiyan (Tib: ཧའེ་ཡན་, 海晏县 ; pinyin : Hǎiyàn Xiàn) est un district administratif de la province du Qinghai en Chine. Il est placé sous la juridiction de la préfecture autonome tibétaine de Haibei. Son chef-lieu est la ville de Xihai (西海郡).

## Démographie
La population du district était de 30 585 habitants en 1999.

## Ancien site de production d'armes nucléaires
Le premier site chinois consacré à la fois à la recherche et à la production d'armes nucléaires a été implanté entre la ville de Xihai et le lac Qinghai, dans la prairie de Jingyintan, à la fin des années 1950. Cette base militaire secrète, connue sous les noms de [Neuvième Académie, Cité atomique du Qinghai ou d'Usine 221, comprenait, sur une superficie d'environ 1 000 km2, toutes sortes d'installations de surface et souterraines, laboratoires, centres de production et de stockage. Le site a été fermé en 1987 et déclassifié en 1993. Certaines parties ont depuis été ouvertes au public sous forme de musée,.
L'activité du site a provoqué une pollution du sol par divers produits radioactifs. Par ailleurs, compte tenu de sa proximité du lac Qinghai (une quinzaine de kilomètres), et de l'existence d'une liaison ferrée directe, il est très probable que le lac ait été utilisé comme décharge pour divers déchets, dont des déchets radioactifs.